# Personaj fictiv
Un personaj fictiv este reprezentarea unei persoane într-o lucrare de ficțiune, cum ar fi o operă literară (roman, piesă de teatru) sau film). În limba latină persona însemnă mască. În limba engleză, cuvântul care are sens de personaj fictiv, caracter, a derivat din cuvântul grecesc antic kharaktêr (χαρακτήρ).